# Лебединий Бобрик
Лебед́иний Бо́брик (до 2024 року — Моско́вський Бо́брик) — село в Україні, у Лебединській міській громаді Сумського району Сумської області. Населення становить 909 осіб, з них — 97,6 % українці (за даними перепису населення 2001 року).

## Географія

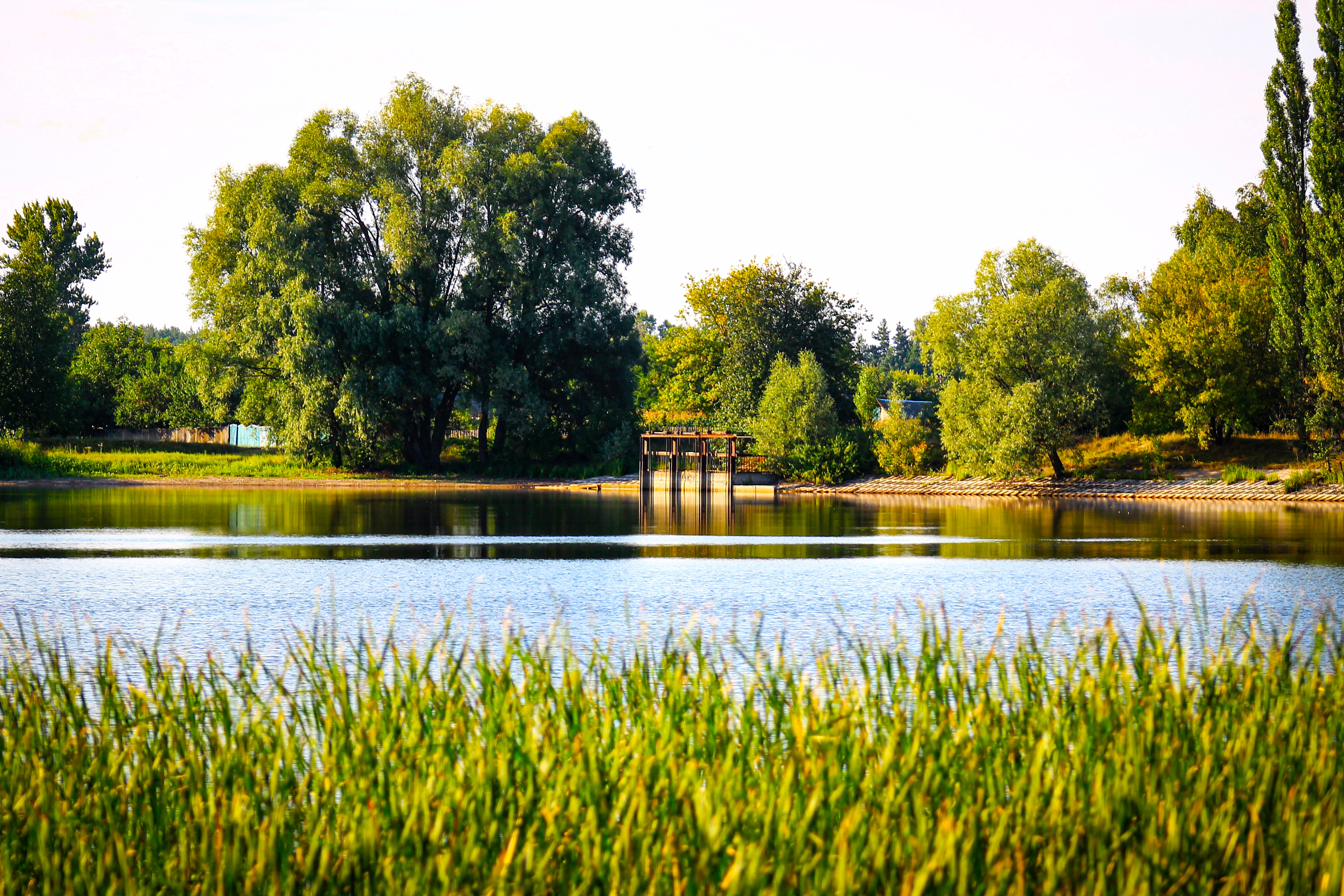
Ставок (фото 2019 року)

Село Лебединий Бобрик розташоване за 26 км від центру громади та залізничної станції Лебедин, за 3 км від лівого берега річки Псел. На відстані до 3-х км знаходяться села Пашкине, Влізьки та Березів Яр. По селу протікає річка Бобрик, що пересихає. Є ставок і озеро Журавлі. До села примикає великий лісовий масив (сосна, дуб). Неподалік (з північої сторони) — Новотроїцьке газоконденсатне родовище.

## Історія
Місцевість, яку сьогодні займає село, населяли віддавна, про що свідчать знайдені речі побуту й риболовецьке оснащення епохи пізнього палеоліту.
Село виникло у XVII ст. внаслідок українсько-польського заселення Дикого Поля (у ті часи територія належала Речі Посполитій). За окремими даними, його заснували три козаки — Іщенко, Колісник і Камчатний. Найперша письмова згадка про населений пункт датована 1645 роком. 1647 року село відійшло до Московської держави, тому його мешканці переселилися назад за польський кордон, утворивши село Бобрик нинішньої Полтавської області. Згодом у 1650-х роках Бобрик знову був заселений українцями. Оскільки село належало Московській державі, то його стали називати Московським Бобриком (назва «Бобрик» походить від назви водних гризунів — бобрів, які раніше були поширені на цій території).
За часів кріпаччини село і його мешканці були підданими дворянської родини Плетньових (серед них, зокрема, відомий вчений, доктор медицини — Дмитро Плетньов).
Починаючи з XVIII ст., село належало до різних адміністративно-територіальних одиниць: Слобідсько-Української губернії (1765—1780; 1796—1835), Харківського намісництва (1780—1796), Харківської губернії (1835—1925). Від 1939 року — до Сумської області.

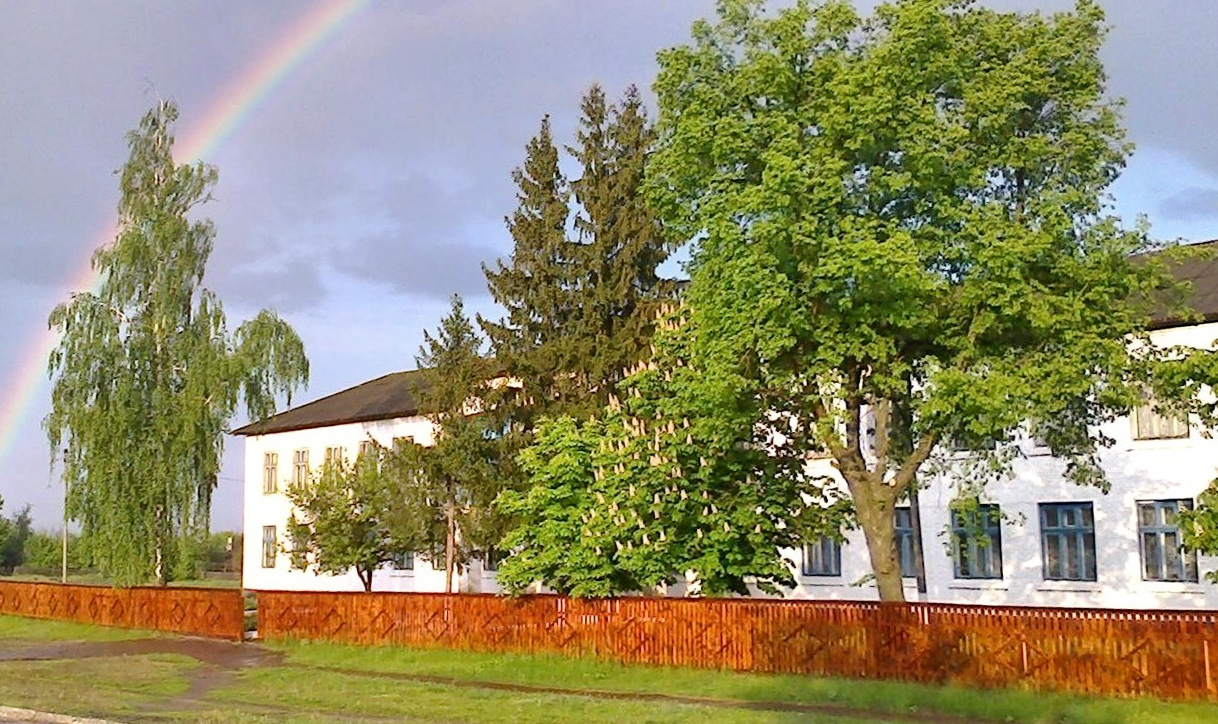
Школа (фото 2017 року)

1903 року в селі було відкрито земську школу (хоча навчання грамоті відбувалося й раніше — його забезпечували місцеві дяки). Від 1932 школа — семирічна. Від 1964 — середня школа (того ж року було зведено нову двоповерхову будівлю).
Станом на 1864 рік у селі мешкало 978 осіб (536 чоловічої статі та 442 — жіночої), налічувалось 152 дворових господарств, діяла православна церква. Станом на 1914 рік кількість мешканців зросла до 2105 осіб. Згідно з інформацією довідкового видання 1967 року, населення села становило 1400 осіб.
У часи 2-ї світової війни село було окуповане німцями в період від жовтня 1941 року до вересня 1943 року (щоправда, перша спроба звільнення села від окупантів датована лютим 1943 року). На фронтах війни воювало близько 500 бобричан, з них 77 нагороджено орденами й медалями, 269 загинули. На увічнення пам'яті полеглих в селі споруджено меморіальний комплекс.
За радянської доби земля селян (починаючи від 30-х років) належала колгоспу, що мав назву «За заповітами Леніна». Серед допоміжних підприємств у різні часи були: млин, олійниця, цегельний завод, деревообробна майстерня з пилорамою, тракторна бригада, ферма, свиноферма, конюшня. Також діяли: медпункт, пологовий будинок, пункт пожежної охорони, відділення зв'язку, кравецька майстерня, громадська баня, інтернат. У середині й другій пол. ХХ ст. у селі активно розвивалась освіта й просвітництво (школа, дитячий садок, краєзнавчий музей, сільська бібліотека, книжковий кіоск), художня самодіяльність (будинок культури, драмгурток, колгоспний хор).
Згодом колгосп видозмінився у ТОВ «Нива». Нині земельні паї бобричан орендує ТОВ «Гадяцьке» (с. Мартинівка). Сьогодні до інфраструктури села належать: школа, сільська бібліотека, церква, будинок культури, ферма, деревообробна майстерня й олійниця.
12 червня 2020 року, відповідно до Розпорядження Кабінету Міністрів України № 723-р «Про визначення адміністративних центрів та затвердження територій територіальних громад Сумської області», увійшло до складу Лебединської міської територіальної громади.
19 липня 2020 року, після ліквідації Лебединського району, село увійшло до Сумського району
У 2023 Український інститут національної пам'яті підготував перелік назв населених пунктів, які містять символіку російської імперської політики та мають бути перейменовані відповідно до Закону України «Про засудження та заборону пропаганди російської імперської політики в Україні і деколонізацію топонімії». Сумська обласна рада запропонувала перейменувати село на Лебединський Бобрик.
20 березня 2024 року Комітет Верховної Ради України з питань організації державної влади, місцевого самоврядування, регіонального розвитку та містобудування підтримав перейменування села на Лебединий Бобрик. Нову назву затверджено голосуванням у Верховній Раді 19 вересня 2024 року (Постанова ВРУ про перейменування окремих населених пунктів та районів).
19 вересня 2024 року Верховна Рада підтримала перейменування села Московський Бобрик на Лебединий Бобрик. 26 вересня 2024 року перейменування набуло чинності.
Події, пов'язані з російською військовою агресією
У ніч із 28 лютого на 1 березня 2022 року колона російської техніки, що пройшла через Московський Бобрик, була знешкоджена неподалік села.
1 березня 2022 року російська ДРГ, яка загубилася під Гадячем й тікала від українських розвідників, розмістилася в лісах Московського Бобрика. Під час перебування у селі російські військові грабували магазини, займались мародерством.
В обід 3 березня 2022 93-тя окрема механізована бригада ЗСУ «Холодний Яр» знешкодила росіян поблизу села. Знищено російські танки Т-72Б3, Т-80У та іншу бронетехніку. Під час перебування у селі російські фашисти грабували магазини, займались мародерством, спалили машину голови сільради.

## Пам'ятки
- Бобрицький заказник — гідрологічний заказник місцевого значення.

## Відомі люди
В селі народився:
- Сосюрченко Василь Григорович (1926—1998) — громадський діяч, поет.

В селі зростав і мешкає:
- Пазинич Василь Федорович — поет, педагог, краєзнавець Сумщини.